# مالکیت دزدی است!
مالکیت دزدی است! (فرانسوی: La propriété, c'est le vol !‎) شعاریست که توسط پیر-ژوزف پرودون در کتابی که در سال ۱۸۴۰ با عنوان مالکیت چیست؟ یا پرس‌وجویی دربارهٔ اصل حق و حکومت تألیف کرد، بیان شده‌است.
اگر از من بخواهند به این پرسش پاسخ دهم که برده‌داری چیست؟ و من مجبور باشم در یک کلمه پاسخ دهم می‌گویم به‌قتل رساندن است!، معنی این جمله فوراً درک می‌شود. هیچ دلیل دیگری لازم نیست تا نشان دهد که قدرتی که ذهن انسان، آرزوهایش و شخصیتش را از بین می‌برد قدرت مرگ و زندگی است و این همان کاریست که تبدیل کردن انسان به برده با او می‌کند. اما در پاسخ به این پرسش که مالکیت چیست؟ اجازه دهید جواب مشابه پرسش قبل ندهم. "مالکیت دزدیست!" بدون یقینِ ناشی از نفهمیدن، قبول دارید گزاره دوم چیزی نیست جز تغییر شکل دادن گزارهٔ قبل؟ — پیر-ژوزف پرودون، مالکیت چیست؟[I]

## بررسی اجمالی
پرودون در بحث دربارهٔ «مالکیت» به مفهومی مرتبط با مالکیت زمین که از قوانین رومی آمده اشاره می‌کند: حق فرمانروایی مالکیت یا حق مالک که با مالَش «در جهت استفاده یا سوءاستفاده» هر کاری که می‌خواهد انجام دهد تا زمانیکه در نهایت او عنوان تحریم شده توسط حکومت بگیرد و مالکیت مطلوب او در مقابل حقوق آزادی، برابری اجتماعی و امنیت (که او آنان را درست می‌داند) قرار گیرد. پرودون تصریح می‌کند که مخالفتش با مالکیت، به مالکیت اختصاصی ثروت به دست آمده توسط کارگران، گسترش پیدا نمی‌کند.
در اعترافات انقلابی پرودون علاوه بر این، استفاده‌اش از این عبارت را شرح می‌دهد:
در اولین یادداشت‌هایم در حمله‌ای روبه جلو به نظم موجود چیزهایی شبیه مالکیت دزدیست گفتم! نیتم منزل دادن یک اعتراض و در نتیجه نشان دادن پوچی نهادهای ما بود. در آن زمان این تنها مقصود من بود. همچنین در یادداشت‌هایی که آن گزاره شگفت‌انگیز را با علم ساده حساب نشان دادم، برایم مهم بود تا علیه هر نتیجه‌گیری کمونیستی حرف بزنم.

در «سیستم تناقضات اقتصادی» به فرمول ابتدایی من ارجاع می‌دهند و آن را تأیید می‌کنند. من یک عبارت کاملاً برعکس آن که در ملاحظات یک نظم دیگر ریشه داشت را اضافه کردم اما فرمول نه توانست گزاره اول را نقض کند نه توسط این گزاره نقض شد: مالکیت آزادیست. [...]

## اصطلاحات مشابه
ژاک پیر بریسو قبلاً در  پرسش‌های فلسفی دربارهٔ حق مالکیت  (Recherches philosophiques sur le droit de propriété et le vol) نوشته بود «طبیعت مالکیت اختصاصی سرقت است.» مارکس بعدها در نامهٔ سال ۱۸۶۵ به یکی از معاصران خود نوشت که پرودون این شعار را از Warville گرفته اگر چه این توسط تحقیقات بعدی مورد مخالفت قرار گرفت.
این اصطلاح همچنین در سال ۱۷۹۷ در متن مارکی دو ساد با عنوان L'Histoire de Juliette به چشم می‌خورد: "اگر حق مالکیت را روبه عقب سمت ریشهٔ آن دنبال کنیم به مصون از خطا بودن غصب کردن و تجاوز می‌رسیم. به هرحال دزدی تنها به این خاطر که نقض کردن مالکیت است، مورد مجازات قرار می‌گیرد اما  این حق خودش اصالتاً چیزی جز دزدی نیست".
همچنین اصطلاحات مشابهی در آثار امبروس کسی که می‌گفت 'superfluum quod tenes tu furaris (مالکیت زائدی که نگهداری را دزدیدی) و بازیل قیصریه به چشم می‌خورد.
ژان-ژاک روسو هم ایده مشابهی داشته وقتی می‌نویسد: «اولین کسی که زمینی را تصرف می‌کند به خود این حق را می‌دهد که بگوید 'این مال من است' و آدم‌ها را آن قدر ساده فرض کند تا او را باور کنند که او مؤسس واقعی جامعهٔ متمدن است. از این همه جنایت، جنگ و دزدی و آدم‌کشی، از این همه وحشت و بدبختی هیچ‌کس با بالابردن سهام و پر کردن خندق و گریه برای همراهان نمی‌تواند بشر را محافظت کند. برحذر باشید از گوش دادن به این فریبکاری؛ خام خواهید بود وقتی فراموش کنید که میوه‌های زمین به همهٔ ما تعلق دارد و خود زمین به هیچ‌کس.»

## منتقدین
کارل مارکس اگرچه در آغاز نظر مساعدی راجع‌به اثر پرودون داشت اما بعدها انتقاد کرد: بین بقیه چیزها اصطلاح "مالکیت دزدیست" خودش، خودش را رد می‌کند و بیخودی گیج‌کننده است. وی می‌نویسد "... 'دزدی' به عنوان نقض اجباری مالکیت به صورت پیشفرض وجود مالکیت را می‌پذیرد …" و پرودون را محکوم می‌کند به درگیر کردن خودش در "تمام انواع فانتزی‌ها دربارهٔ مالکیت درست بورژوازی که حتی برای خودش هم مبهم‌اند"
ماکس اشتیرنر شدیداً به پرودون و اثرش منتقد بود. گذشته و این مال ماست انتقاد مشابهی به پرودون قبل از نقد مارکس با این پرسش است که «آیا اصلاً مفهوم 'دزدی' بدون اینکه کسی حق مالکیت چیزی را داشته باشد ممکن است؟ چگونه یک نفر می‌تواند بدزدد اگر مالکیتی پدیدار نشود؟... بر این اساس مالکیت دزدی نیست اما دزدی تنها از طریق پذیرفتن مالکیت میسر می‌شود.»